# Клибарий
Клибарий — название хорошо обученных воинов тяжеловооружённой кавалерии в Древней Персии VI—IV веков до н. э., представлявших собой главную ударную силу армии персидского царя Кира II. Боевая экипировка клибариев включала в себя латные доспехи и кольчуги, которыми также отчасти защищались и их лошади; вооружение состояло из секир, копий и сабель. Иногда в составе их снаряжения были панцири из рога или кости.
Отряды персидских клибариев обладали очень серьёзной тактической подготовкой; как правило, они держались на флангах своего пехотного построения, выжидая момента когда пешие войска заставят врага нарушить целостность его рядов. Выбрав удобное время и используя замешательство врага, они наносили решительный удар во фланг, который часто решал исход сражения.
В действиях против вражеской конницы клибарии вводились в бой вслед за лёгкой кавалерией, вооружённой метательным оружием (луками, дротиками и т. п.). Задачей конных лучников было расстроить ряды противника и поддержать своим огнём завершающую атаку клибариев, которая обеспечивала полный разгром врага.